# After Hours (film)
Pour les articles homonymes, voir After Hours.
Pour plus de détails, voir Fiche technique et Distribution.
After Hours est un film américain réalisé par Martin Scorsese et sorti en 1985.
Le film raconte les mésaventures de Paul Hackett, incarné par Griffin Dunne, durant une nuit. À sa sortie, After Hours reçoit globalement de bonnes critiques dans la presse. S'il ne connaît pas un immense succès commercial, il devient au fil du temps un film culte. Le film obtient plusieurs distinctions dont le prix de la mise en scène du festival de Cannes 1986.

## Résumé
Paul Hackett, jeune informaticien timide, est attablé dans un snack-bar et lit Tropique du Cancer d'Henry Miller. Une jeune femme, Marcy, attablée également, s'adresse à lui. C'est une admiratrice du romancier. À la fin de la conversation, elle lui laisse son numéro de téléphone. C'est le début d'une soirée cauchemardesque.
Le taxi qui emmène Paul à SoHo roule à tombeau ouvert, toutes glaces baissées. Le billet de vingt dollars qu'il a dans la main s'envole. À pied, il rejoint le domicile de Marcy. La propriétaire du loft, Kiki, le reçoit. C'est une artiste dont la spécialité est la confection de macarons en plâtre et de statues en papier mâché. En attendant le retour de Marcy, elle demande à Paul d'achever une statue. Marcy, de retour, lui propose de fumer de l'herbe. Il voit sur la cuisse de Marcy une griffure. Ayant vu près du lit de Marcy un livre avec des photos de grands brûlés et dans son sac une pommade, il prend peur et s'échappe. Il se retrouve dans la rue sous une pluie battante, rejoint une station de métro qu'il ne peut prendre, n'ayant pas assez de monnaie, les tarifs venant d'être augmentés.
Il avise un bar ouvert, le Terminal Bar, dont le patron, Tom, accepte de le dépanner, mais il doit se rendre à son appartement pour voir si l'alarme est bien branchée. En sortant de l'appartement de Tom, il est pris à partie par des locataires qui le prennent pour un cambrioleur. Il prouve sa bonne foi et retourne au loft où il découvre le corps de Marcy, qui s'est suicidée aux barbituriques.
Julie, la serveuse du Terminal Bar, lui propose, en attendant le retour de Tom, de venir chez elle pour faire sécher ses vêtements. Dessinatrice à ses heures, elle croque le portrait de Paul. Il tente de joindre Tom en se rendant à son appartement, mais cette fois, il est vraiment pris pour un voleur.
Plus tôt dans la soirée, Kiki lui avait donné rendez-vous au Club Berlin. C'est une soirée iroquoise et il manque de se faire couper les cheveux.
Après avoir récupéré un billet de vingt dollars resté collé sur la statue en papier mâché, il hèle un taxi qui est le même que celui qui l'avait amené à l'aller. Le chauffeur lui prend le billet. En descendant du taxi, la passagère le blesse avec la portière. Gail, vendeuse de glaces, le panse et remarque une coupure de presse, restée collée, relatant un crime puis va le ramener chez lui à bord de sa camionnette.
Sur le parcours sont placardées des affichettes avec le portrait de Paul. C'est Julie qui les a collées. Courant vers le Club Berlin, il est sauvé par June, une artiste qui loge sous la boîte. Pour lui éviter qu'il ne soit pris par ses poursuivants, elle le couvre de papier mâché, le transformant en statue. Celle-ci est enlevée ; les voleurs ont un accident, la statue tombe de la camionnette au pied de la société qui emploie Paul.
Il est l'heure, pour Paul, d'entamer une nouvelle journée de travail.

## Fiche technique
- Titre français complet : After Hours : Quelle nuit de galère[1]
- Titre original : After Hours
- Titre provisoire : A Night in SoHo[1]
- Réalisation : Martin Scorsese
- Scénario : Joseph Minion, avec la participation non créditée de Joe Frank
- Musique : Howard Shore
- Photographie : Michael Ballhaus
- Montage : Thelma Schoonmaker
- Décors : Leslie Pope
- Production : Robert F. Colesberry, Griffin Dunne, Amy Robinson
- Sociétés de production : The Geffen Company et Double Play
- Société de distribution : Warner Bros.
- Pays de production :  États-Unis
- Format : couleurs - son mono
- Genre : comédie noire, thriller
- Budget : 4 500 000 USD[2]
- Durée : 97 minutes, 102 minutes (version director's cut)
- Dates de sortie [1]:
  - États-Unis : 13 septembre 1985 (sortie limitée)
  - États-Unis : 11 octobre 1985
  - France : 16 mai 1986
  - France : 5 janvier 2011 (re-parution)

## Distribution
- Griffin Dunne (VF : Dominique Collignon-Maurin) : Paul Hackett
- Rosanna Arquette (VF : Catherine Lafond) : Marcy Franklin
- Verna Bloom (VF : Claire Guibert) : June
- Tommy Chong (VF : Philippe Peythieu) : Pepe
- Linda Fiorentino (VF : Annie Balestra) : Kiki Bridges
- Teri Garr (VF : Jacqueline Staup) : Julie
- Cheech Marin (VF : Serge Lhorca) : Neil
- Catherine O'Hara : Gail
- John Heard (VF : Richard Darbois) : Thomas « Tom » Schorr
- Dick Miller (VF : Jacques Richard) : le serveur
- Will Patton (VF : Hervé Bellon) : Horst
- Victor Argo : le propriétaire du restaurant casher
- Larry Block (en) (VF : Roger Lumont) : le chauffeur de taxi
- Murray Moston (VF : Jacques Deschamps) : le guichetier du métro
- Bronson Pinchot (VF : Éric Legrand) : Lloyd
- Robert Plunket : Mark
- Martin Scorsese : l'homme manipulant un projecteur lorsque Paul se rend dans le club Berlin (caméo)

## Production
Joseph Minion écrit le scénario du film dans le cadre de sa thèse durant ses études de cinéma à l'université Columbia. Il s'inspire en partie du travail de Joe Frank et de ses monologues. Son travail y est repéré par le cinéaste Dušan Makavejev qui le présente à la productrice Amy Robinson (en). Cette dernière, avec Griffin Dunne, décide d'envoyer le script à Martin Scorsese, mais il est alors trop occupé par le tournage de La Dernière Tentation du Christ. Séduits par le court métrage Vincent, les deux producteurs contactent le jeune Tim Burton qui accepte le projet. Finalement, la production de La Dernière Tentation du Christ connaît des problèmes et Martin Scorsese est finalement disponible. Par respect pour ce dernier, Tim Burton lui cède le poste de réalisateur.
Le tournage a lieu à l'été 1984 à Manhattan (SoHo, Metropolitan Life Tower, ...). Pour plus d'authenticité, Martin Scorsese a voulu tourner toutes les scènes, même les scènes en intérieur, de nuit. Il aura par ailleurs demandé à son acteur principal de ne pas dormir et de s'abstenir de relations sexuelles.
La fin du film est sujette au débat. Martin Scorsese demande conseil à ses amis cinéastes Brian De Palma, Steven Spielberg et Terry Gilliam. Le cinéaste britannique Michael Powell — à l'époque marié à la monteuse Thelma Schoonmaker — a également aidé Martin Scorsese.

## Accueil
Le film reçoit des critiques globalement positives dans la presse. Sur l’agrégateur de critiques Rotten Tomatoes, il obtient 91% d'avis favorables pour 58 critiques et une note moyenne de 7,8⁄10. Le consensus suivant résume les critiques compilées par le site : « Débordant d'énergie frénétique et teinté d'humour noir, After Hours est un détour magistral - et souvent négligé - dans la filmographie de Martin Scorsese ». Sur Metacritic, il obtient une note moyenne de 90⁄100 pour 8 critiques.
Le célèbre critique américain Roger Ebert l'a inclus parmi ses films préférés.
Côté box-office, le film récolte 10 609 321 $ sur le sol américain. En France, il attire 1 036 634 spectateurs en salles.

## Distinctions
Festival de Cannes 1986
Prix de la mise en scène
En compétition pour la Palme d'or
Golden Globes 1986
Nomination au Golden Globe du meilleur acteur dans un film musical ou une comédie pour Griffin Dunne
Casting Society of America Awards 1986
Nomination au Artios Award du meilleur casting d'une comédie pour Mary Colquhoun
Independent Spirit Awards 1986
Independent Spirit Award du meilleur film
Independent Spirit Award du meilleur réalisateur pour Martin Scorsese, ex æquo avec Joel Coen pour Sang pour sang
Nomination à l'Independent Spirit Award de la meilleure photographie pour Michael Ballhaus
Nomination à l'Independent Spirit Award de la meilleure actrice pour Rosanna Arquette
Nomination à l'Independent Spirit Award du meilleur scénario pour Joseph Minion
BAFTA Awards 1987
Nomination au British Academy Film Award de la meilleure actrice dans un second rôle pour Rosanna Arquette
César 1987
Nomination au César du meilleur film étranger

## Commentaires
Le film Grégoire Moulin contre l'humanité (2001) d'Artus de Penguern est une adaptation librement inspirée du film, de manière plus absurde et comique.
L'épisode 9 de la saison 2 de Ted Lasso, intitulé en V.O. Beard's After Hours, y fait référence.